# Katharina Dürr
Katharina Dürr detta Kathi (Monaco di Baviera, 28 luglio 1989) è un'ex sciatrice alpina tedesca specialista dello slalom speciale.
È figlia di Peter e sorella maggiore di Lena, a loro volta sciatori alpini di alto livello.

## Biografia
Slalomista pura originaria di Germering e attiva in gare FIS dal novembre del 2004, esordì in Coppa Europa il 7 novembre 2006 a Bottrop piazzandosi 17ª. Nel 2007 conquistò la medaglia d'argento ai Mondiali juniores di Altenmarkt-Zauchensee/Flachau, arrivando alle spalle della slovena Ilka Štuhec, ottenne il suo primo podio in Coppa Europa, vincendo la gara indoor di Neuss/Bottrop del 10 novembre, ed esordì in Coppa del Mondo a Lienz il 29 dicembre, piazzandosi 26ª.
Il 17 gennaio 2011 ottenne a Tarvisio la sua ultima vittoria, nonché ultimo podio, in Coppa Europa e ai Mondiali di Garmisch-Partenkirchen 2011, sua unica presenza iridata, fu 23º. Dopo la gara di Levi del 10 novembre 2012, che non completò, non prese più parte a prove di Coppa del Mondo ma continuò a gareggiare in Coppa Europa e in prove minori. Sebbene avesse annunciato il ritiro dall'attività agonistica al termine della stagione 2013-2014, nel 2015 prese ancora parte ad alcune gare minori; la sua ultima gara fu lo slalom speciale dei  Campionati tedeschi 2015, il 29 marzo a Seefeld in Tirol, chiuso dalla Dürr al 15º posto.

## Palmarès

### Mondiali juniores
- 1 medaglia:
  - 1 argento (slalom speciale ad Altenmarkt-Zauchensee/Flachau 2007)

### Coppa del Mondo
- Miglior piazzamento in classifica generale: 46ª nel 2010

### Coppa Europa
- Miglior piazzamento in classifica generale: 14ª nel 2008
- 8 podi:
  - 6 vittorie
  - 1 secondo posto
  - 1 terzo posto

#### Coppa Europa - vittorie
| Data             | Località           | Paese    | Specialità |
| ---------------- | ------------------ | -------- | ---------- |
| 10 novembre 2007 | Neuss/Bottrop      | Germania | IND        |
| 10 dicembre 2007 | Alleghe/Zoldo Alto | Italia   | SL         |
| 5 dicembre 2008  | Amnéville          | Francia  | IND        |
| 7 novembre 2008  | Neuss              | Germania | IND        |
| 9 gennaio 2011   | Sankt Sebastian    | Austria  | SL         |
| 17 gennaio 2011  | Tarvisio           | Italia   | SL         |

Legenda:

SL = slalom speciale

IND = slalom speciale indoor

### Campionati tedeschi
- 2 medaglie[3]:
  - 1 oro (supercombinata nel 2010)
  - 1 argento (slalom speciale nel 2014)